# Co Westerik
Jacobus „Co“ Westerik (2. března 1924, Haag – 10. září 2018, Rotterdam) byl nizozemský fotograf a vizuální umělec.

## Životopis
Westerik se narodil v Haagu dne 2. března 1924 a od roku 1942 do roku 1947 získal vzdělání na Královské akademii umění v Haagu. Po ukončení studia absolvoval v roce 1948 studijní cestu do Spojených států. Po svém návratu do Nizozemska se usadil jako nezávislý umělec v Haagu. S umělci jako byli Herman Berserik, Jan van Heel, Willem Hussem nebo Jaap Nanninga byl členem skupiny Verve, kterou založili v roce 1951 a rozpustili v roce 1957.
Od roku 1954 do roku 1958 působil jako lektor na mezinárodní škole a německé mezinárodní škole a v letech 1955 až 1958 také na Vrije Academie voor Beeldende Kunsten v Haagu. V letech 1958 až 1971 působil jako lektor figurální kresby na Královské akademii umění v Haagu. V letech 1960 až 1970 přednášel Westerik také na Ateliers '63 v Haarlemu. V roce 1971 se přestěhoval do Rotterdamu a založil studio na jihu Francie, kde pracoval střídavě až do roku 2010.
Westerik získal cenu Jacoba Marise třikrát: v letech 1951 a 1955 za malířství a v roce 1953 za kresbu. Získal také Rembrandtovu cenu města Leidenu, Státní cenu za vizuální umění a architekturu, kulturní cenu Jižního Holandska a cenu Hendrika Chabota prince Bernharda Cultuurfondse. V roce 1999 byl jmenován rytířem Řádu nizozemského lva a v roce 2005 se stal čestným členem Pulchri Studio.
Westerik zemřel 10. září 2018 v Rotterdamu ve věku 94 let.

## Galerie

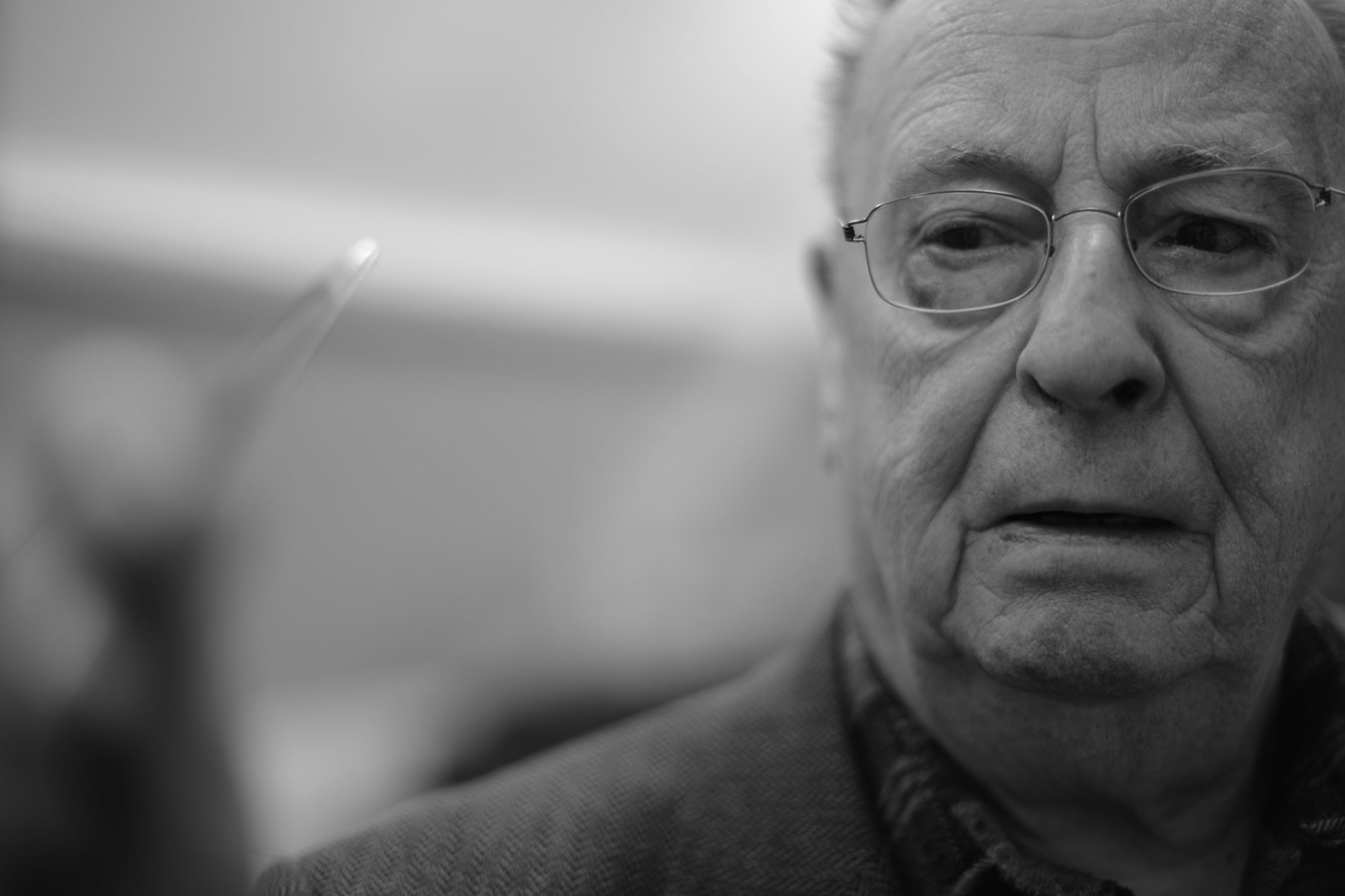
Co Westerik ve svém ateliéru, březen 2018
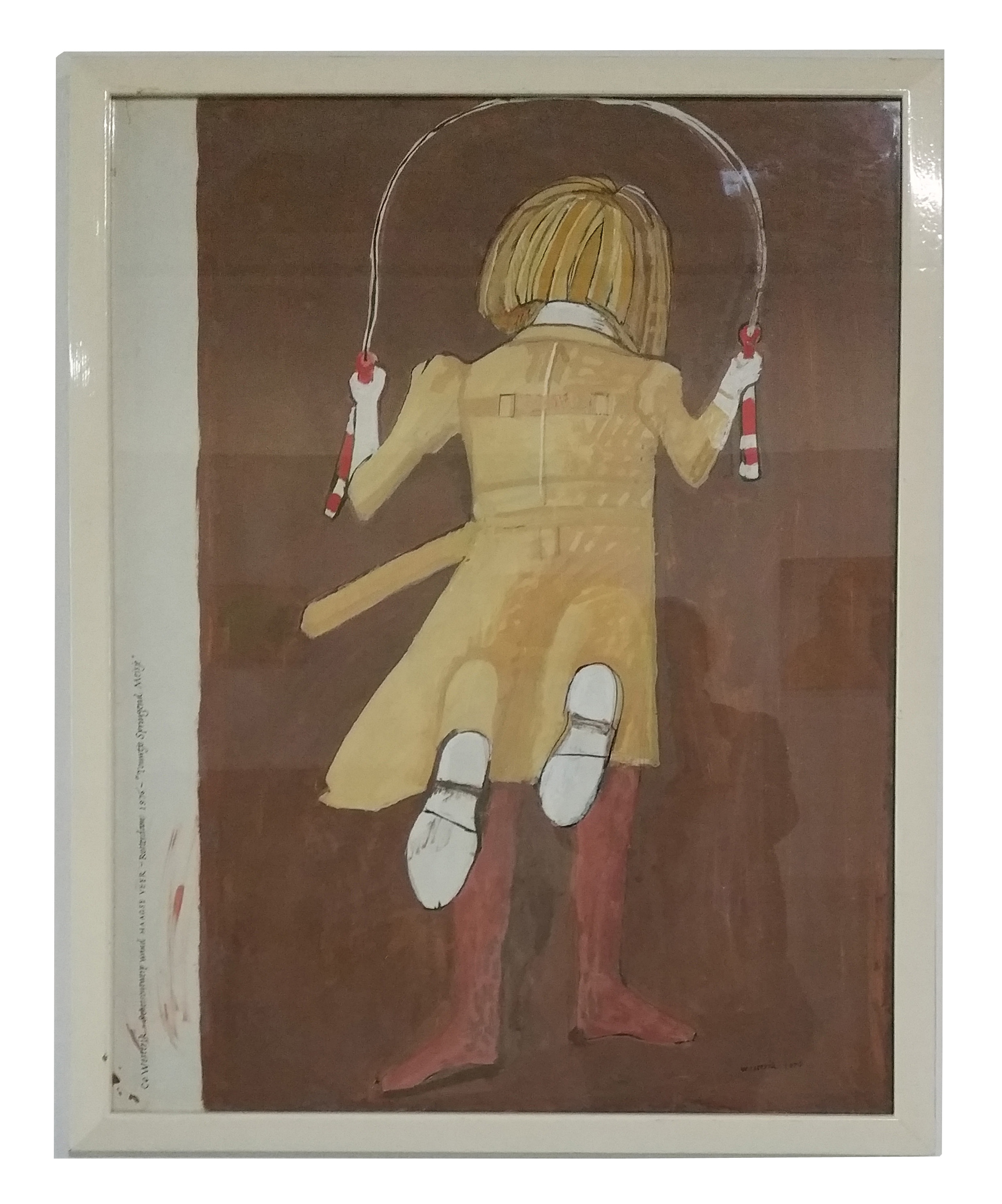
Dívka skákající přes švihadlo, štětec a akvarelové barvy na papíře. Obraz koupilo v roce 1978 Museum Boymans van Beuningen. Akvarel byl navržen jako reliéf stěny v roce 1976 pro prázdnou zeď staré policejní stanice na Haagseveeru. Zeď byla zbořena v říjnu 1988. Nástěnná malba byla nahrazena na stěně Ooghuis, části rotterdamské oční nemocnice na rohu Blekerstraat-Schiedamse.
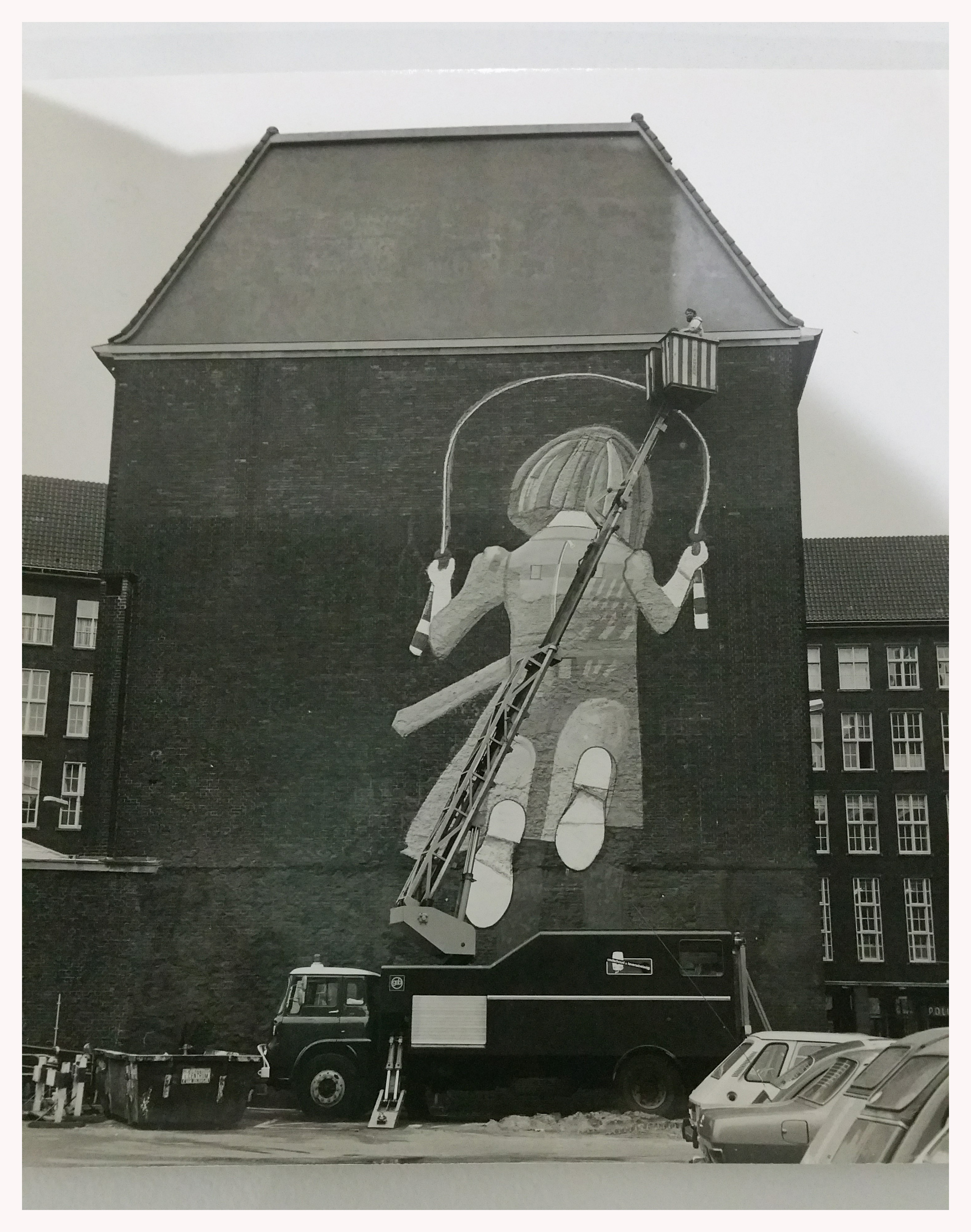
Fotografie reliéfu na zdi, 1976
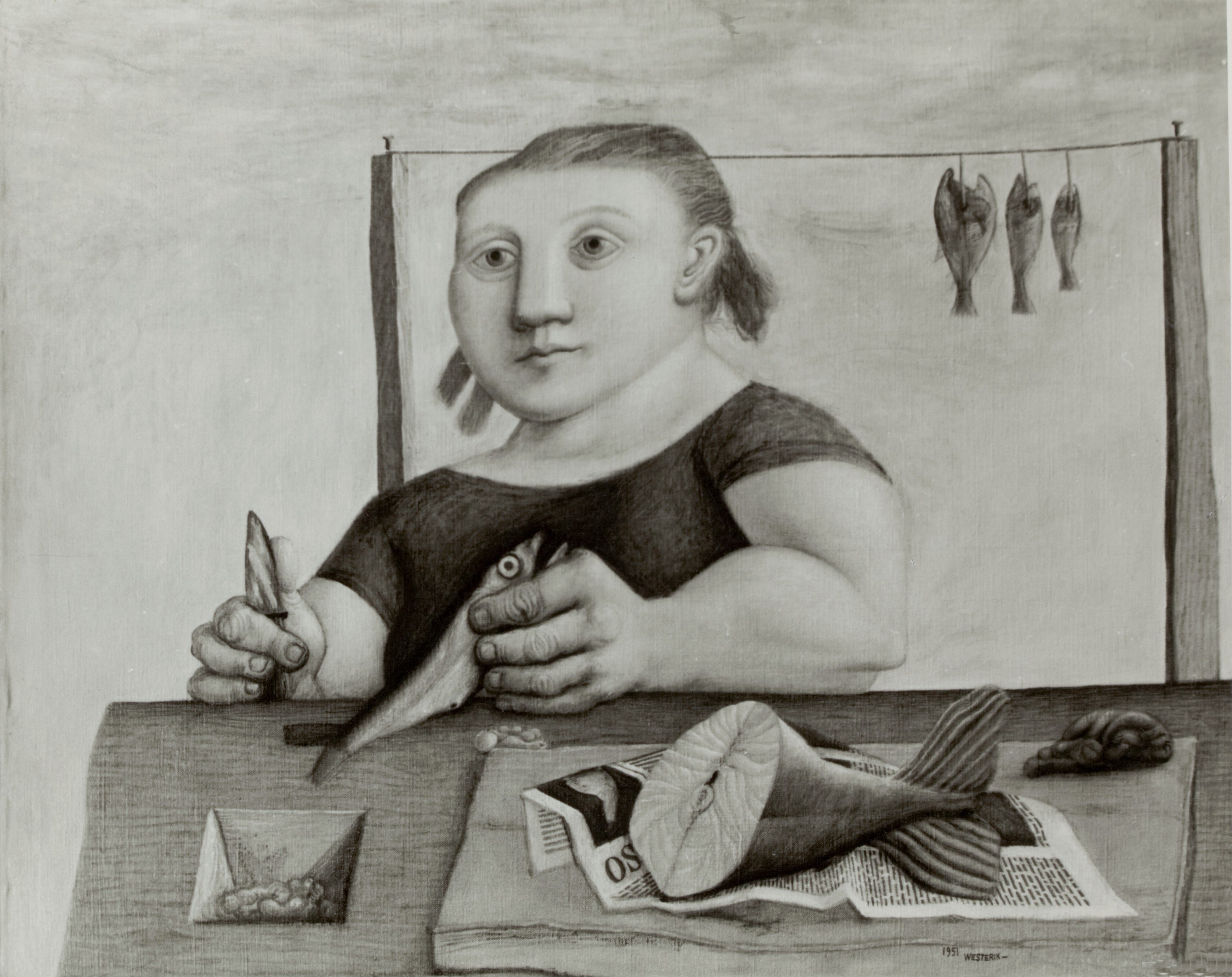
Co Westerik, Visvrouw
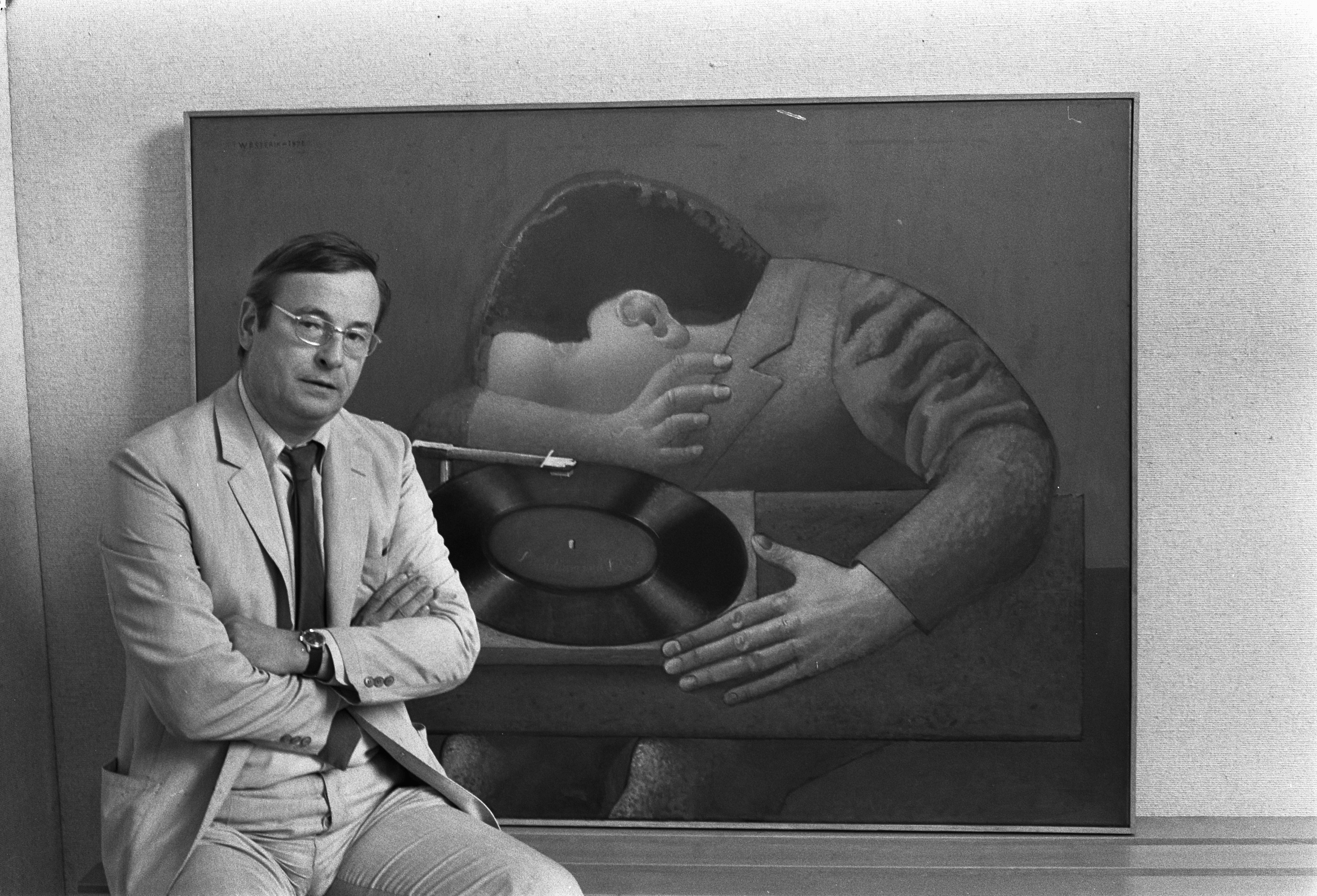
Co Westerik vedle vlastního díla v muzeu Stedelijk
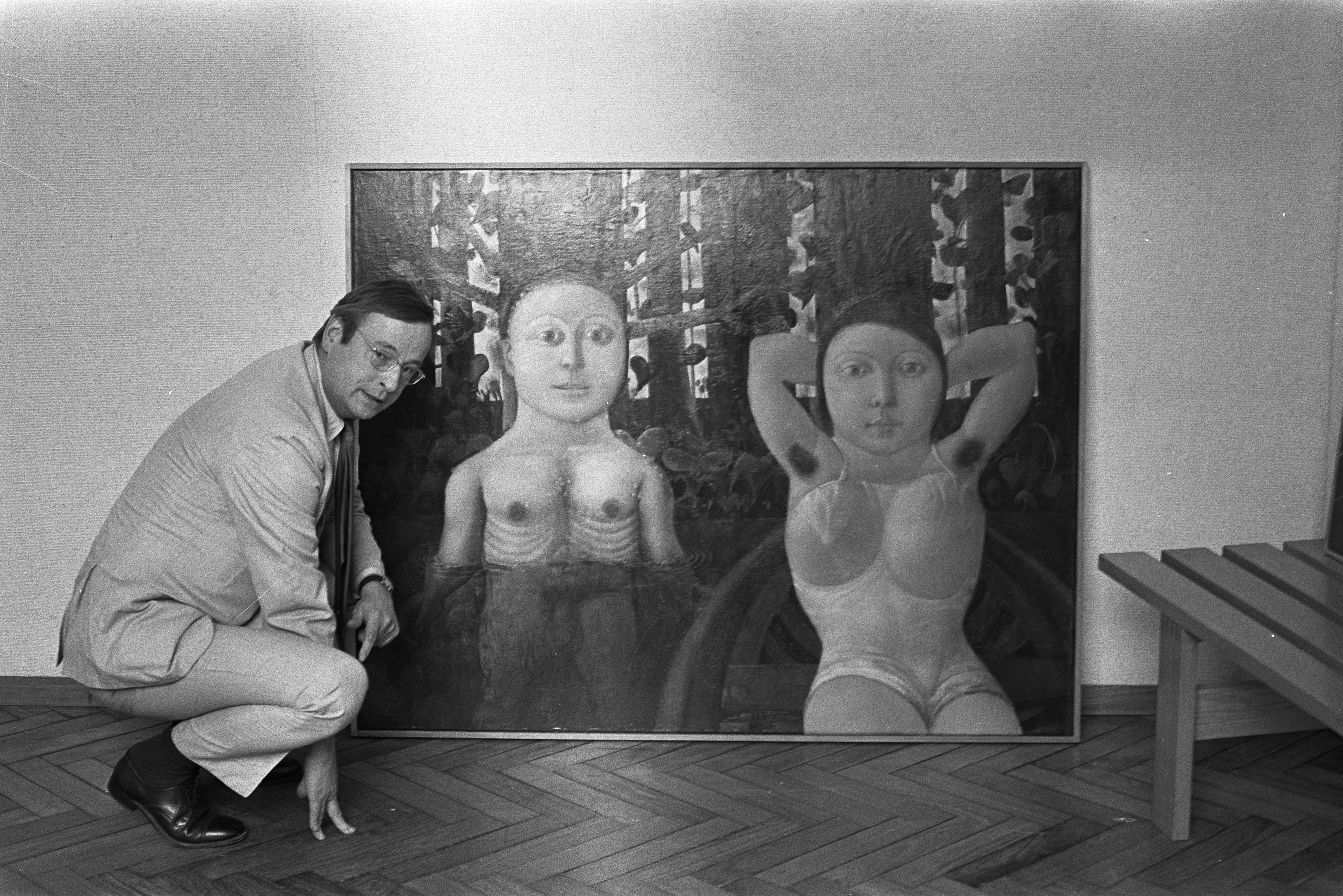
Co Westerik vedle vlastního díla v muzeu Stedelijk